# Ilex canariensis
Ilex canariensis є ендемічним видом падуба, що походить з Макаронезійських островів. Це вид рослин родини падубових (Aquifoliaceae). Він зустрічається на Макаронезійських островах Мадейра (Португалія) і Канарські острови (Іспанія).

## Морфологічна характеристика
Цей вид росте у вигляді вічнозеленого невеликого дерева до 10–15 м заввишки. Листки яйцеподібні й блискучі, 5–7 × 2.5–4 см, як правило, суцільнокраї чи з кількома дрібними колючками; верхівка тупа чи округла. Квітки з білими пелюстками. Плоди кулястої форми, шириною приблизно 1 см, м'ясисті, в дозрілому вигляді червоні, розташовані на плодоніжках довжиною 3–8 мм. Це дводомний вид, із чоловічими та іншими жіночими екземплярами. Цвіте навесні і влітку, з квітня по липень.

## Середовище проживання
Ареал: Португалія (Мадейра); Іспанія (Канарські острови), де зустрічається на всіх островах, крім Лансароте та Фуертевентура. Орієнтовна площа поширення цього виду становить 82 165 км². Він зустрічається на висоті від 200 до 1300 м над рівнем моря.

## Використання
Дерево продається для використання в садівництві. На Мадейрі його використовують для різдвяного декору. Його використовували для інкрустації та меблів.

## Загрози й охорона
Загрозою для цього виду на Мадейрі є інвазивні види, що збільшують ризик та інтенсивність пожеж (переважно Pittosporum та Acacia). Популяції на Мадейрі перебувають в межах Всесвітньої спадщини ЮНЕСКО та на об’єктах Natura 2000. Управління інвазивними популяціями було б корисним для цього виду на Мадейрі. На Канарських островах більша частина поширена в межах природних заповідних територій.

## Галерея

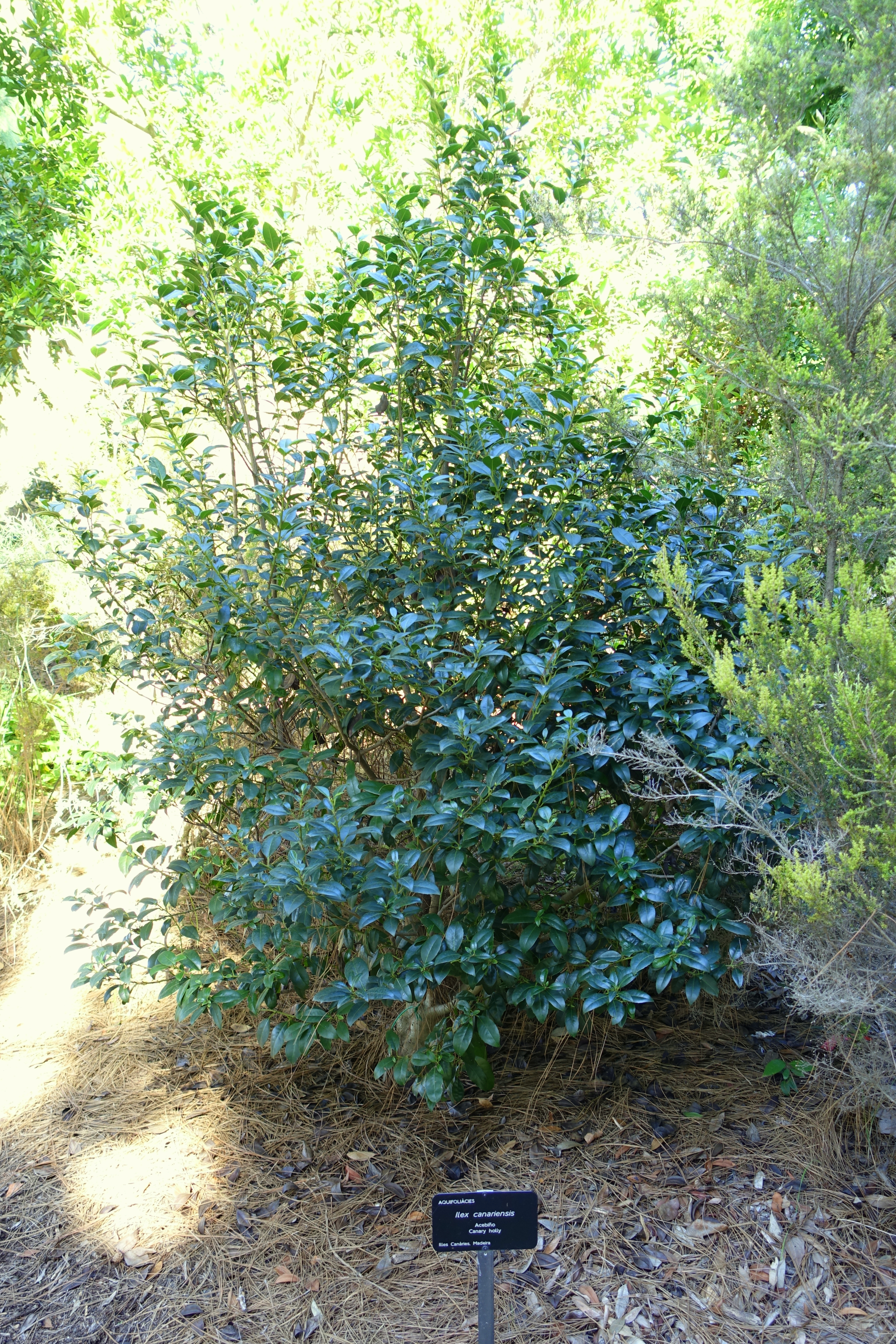
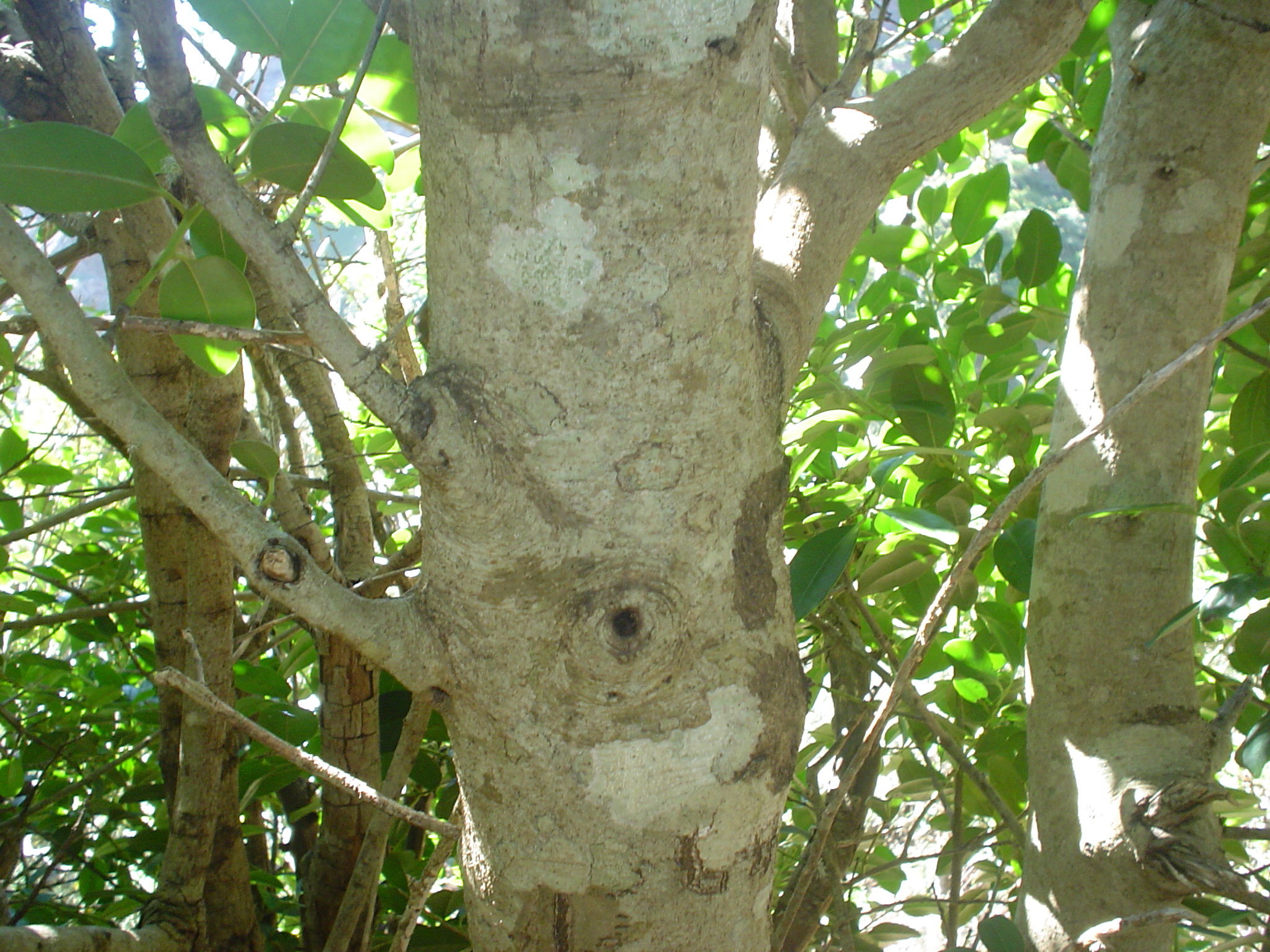
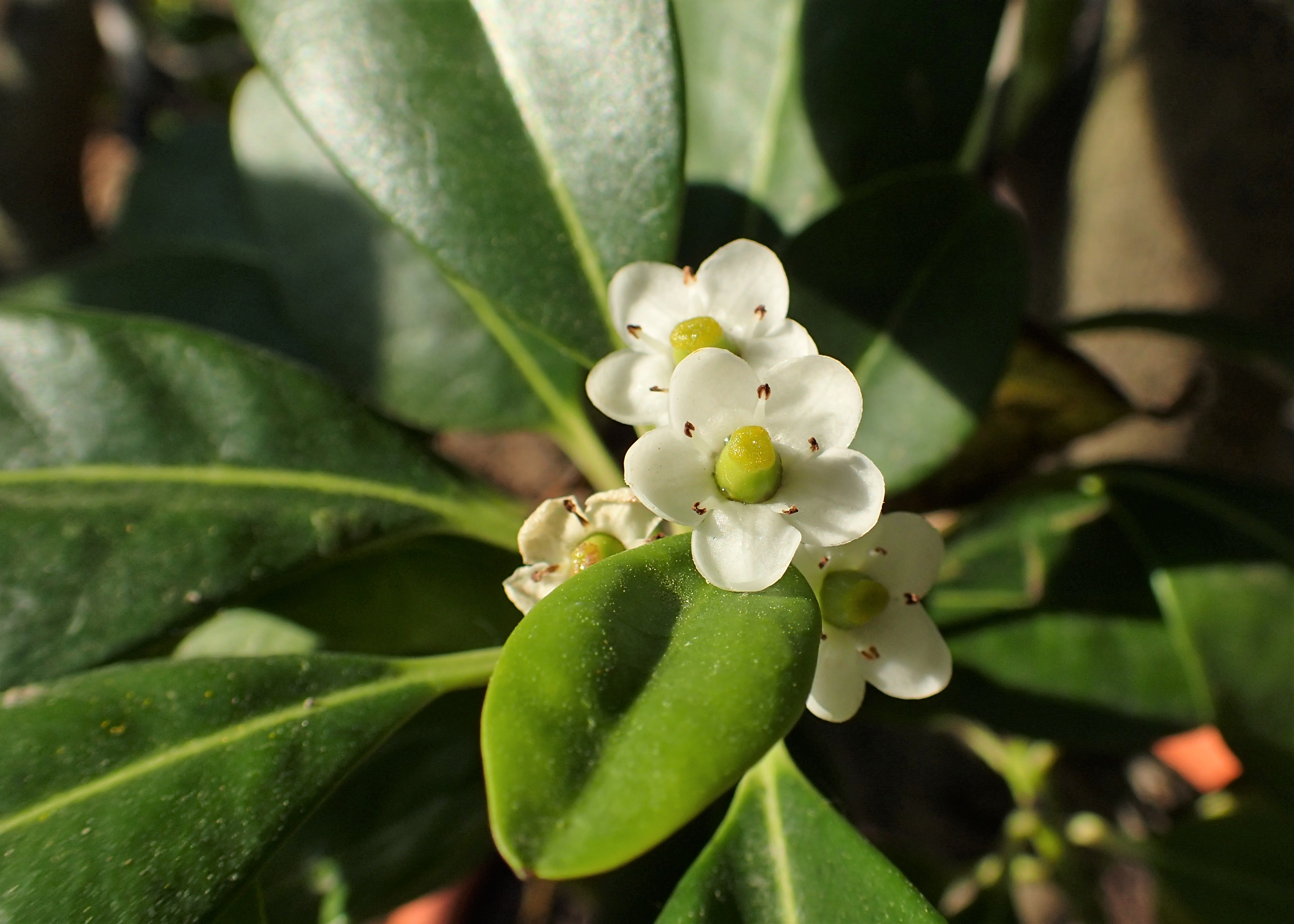